# Gasosaurus
 Gasosaurus  ist eine Gattung theropoder Dinosaurier aus dem Mitteljura von Asien. Nur wenige Fossilien wurden in Gesteinen aus dem Mitteljura der südchinesischen Provinz Sichuan entdeckt. Die einzige beschriebene Art (Typusart) ist Gasosaurus constructus; die Erstbeschreibung erfolgte 1985 durch Dong Zhiming und Tang Zilu.
Gasosaurus ist ein basaler (ursprungsnaher) Theropode, seine Wirbel zum Beispiel zeigen einige sehr ursprüngliche Merkmale. Die Länge des Dinosauriers betrug etwa 4 Meter.

## Beschreibung
Seine systematische Position innerhalb der Theropoden ist aufgrund des schlechten Fossilsituation noch unklar. Einige halten ihn für einen ursprünglichen Coelurosaurier, andere ordnen ihn als Carnosaurier ein. Er könnte auch mit Kaijiangosaurus identisch sein, einem fossil kaum dokumentierten Theropoden, der aus der gleichen Gesteinsformation stammt.

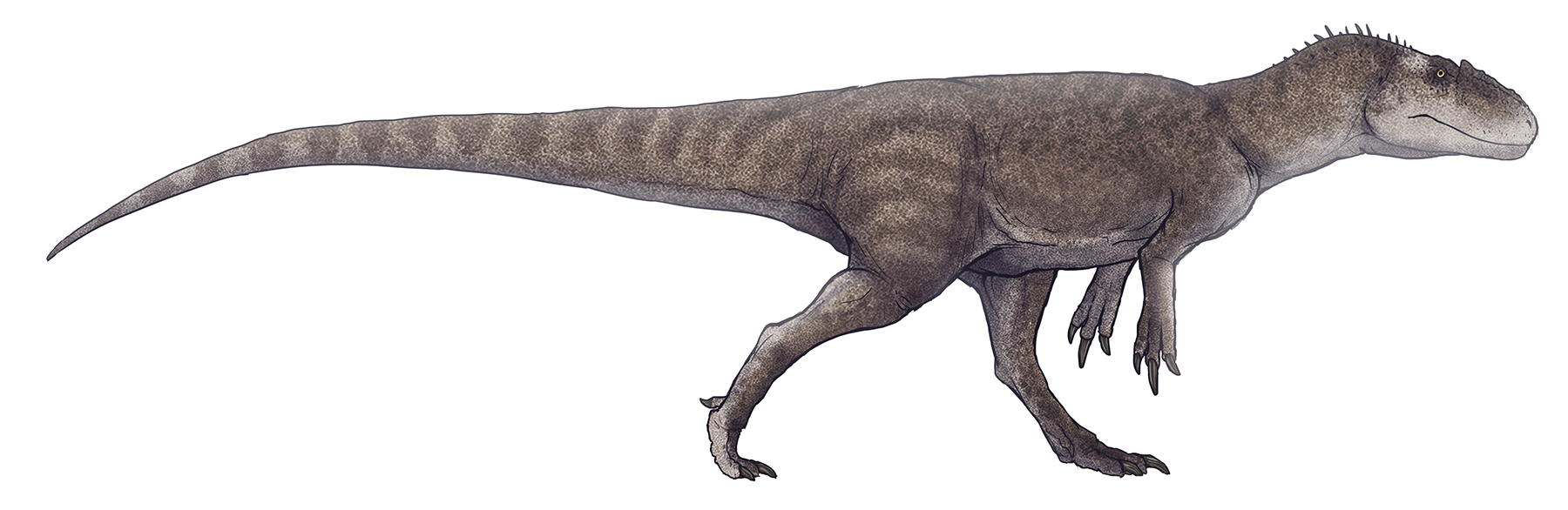
Lebendrekonstruktion

Gasosaurus ist durch ein schädelloses Teilskelett (Holotyp IVPP V7264) bekannt, das unter anderem aus Wirbeln, dem Oberarmknochen, Beckenknochen, Bein- sowie Fußknochen besteht. Es stammt aus den Schichten der Xiashaximiao-Formation der chinesischen Provinz Sichuan.

## Namensgebung
Der Name der Gattung ist spaßhaft gemeint. „Gasosaurus“ bedeutet zum einen „Benzinechse“ (nach dem englischen Wort gas(oline) und dem griechischen sauros) und ist nach dem Ölbohrunternehmen benannt, das die Fundstelle entdeckte. Das chinesische Wort für Benzin bedeutet daneben aber auch „Ärger machen“ – ein passender Name für einen Raubdinosaurier.

## Weiterführende Literatur
- Dong Zhiming, Tang Zilu: A new Mid-Jurassic theropod (Gasosaurus constructus gen. et sp. nov.) from Dashanpu, Zigong, Sichuan Province, China. In: Vertebrata Palasiatica. Bd. 23, Nr. 1, 1985, S. 77–83, Digitalisat (PDF; 1,3 MB).